# Yukito Kishiro
Yukito Kishiro (木城ゆきと Kishiro Yukito; Tokio, Japón, 20 de marzo de 1967) es un mangaka japonés, reconocido mundialmente por crear el manga Battle Angel Alita.

## Biografía
A los 17 años Kishiro hizo una historia corta llamada "Kikai", que ganó el 15.º Premio Shōgakukan y eso lo
abrió al mundo editorial.
En la década de los 80 publicó varias historias cortas, como "Kaiyōsei", "Hito" (en Kadokawa shoten) y "Dai-Mashīn".
En 1991 Kishiro creó una de las obras del ámbito cyberpunk que lo llevó a la fama en Japón y en Europa, Alita, ángel de combate, bajo la editorial Shūeisha en la revista Ultra Jump. Contó con dos OVAs en 1993. En 2006 retomó la serie con la saga Battle Angel Alita: Last Order y en 2014 creó otra saga más, Battle Angel Alita: Mars Chronicle.
En 1998 creó Aqua Knight inspirado en un mundo acuático ficticio llamado Marmondo.

## Obras
Colecciones de mangas
- Hito (1997), colección de 6 mangas cortos:
"Space Oddity" (気怪 Kikai?, 1984)
"The Planet of Depths" (怪洋星 Kaiyōsei?, 1988)
"Fly" (飛人 Hito?, 1988)
"The Great Machine" (大・摩神 Dai-Mashīn?, 1989)
"Future Tokyo Headman" (未来東京HEADMAN Mirai Tōkyō Heddoman?, 1989)
"Junks: The Space Rovers" (宇宙海賊少年団 Uchū Kaizoku Shōnendan?, 1990)

Mangas no publicados en colecciones
Serie Alita, ángel de combate, AKA Battle Angel Alita, AKA Gunnm (Ganmu):
1. Alita, ángel de combate, AKA Battle Angel Alita, AKA Gunnm (銃夢 Ganmu?, 1990–1995)
2. Ashen Victor (灰者 Haisha?, 1995–1996), precuela
3. Battle Angel Alita: Last Order, AKA Gunnm: Last Order (銃夢Last Order Ganmu Rasuto Ōdā?, 2000–2014)
4. Battle Angel Alita: Mars Chronicle, AKA Gunnm: Mars Chronicle (銃夢火星戦記 Ganmu Kasei Senki?, 2014–presente)

- Gunnm Gaiden. Other Stories, AKA Battle Angel Alita: Holy Night & Other Stories (1997–2006), colección de 4 mangas cortos:
"Holy Night", "Sonic Finger", "Hometown", "Barjack Rhapsody"

Independientes:
- WAR-MEN (1988)
- Bugbuster (1988)
- Aqua Knight (水中騎士 Akua Naito?, 1998–2000)
- Mukai: World of Mist (霧界 Mukai?, 2014)

## Adaptaciones
- Alita, ángel de combate (1993), película animada dirigida por Hiroshi Fukutomi, basada en el manga Alita, ángel de combate
- Alita: Battle Angel (2019), película dirigida por Robert Rodriguez, basada en el manga Alita, ángel de combate